# سامسونگ اس‌جی‌اچ-سی۴۱۷
سامسونگ اس‌جی‌اچ-سی۴۱۷ یک‌نمونه از گوشی‌های تلفن همراه سری C شرکت سامسونگ می‌باشد که توسط همین شرکت به بازار عرضه شده‌است.